# Tlacotzontli

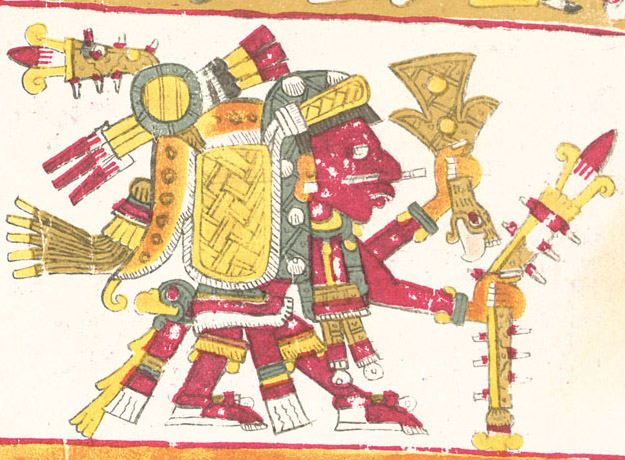
Tlacotzontli en el Códice Borgia, lleva un forro que se usaba para descansar o posarse.

Tlacotzontli o Tlacotontli (del náhuatl: Tlacotzontli ‘varilla de cabellos’‘: «tlacotl» 'varilla'; «tzontli» 'cabellos, pelos'’), en la mitología mexica, es el dios protector del camino nocturno. Para obtener un viaje favorable, los viajeros se le presentaban sangrándose con ramas de espino. Tlacotzonlli o tlaco protegía a los que iban de viaje.